# 1771
| 1771               |
| ------------------ |
| Dødsfald - Fødsler |
| • Begivenheder     |

| Gregoriansk kalender | 1771 MDCCLXXI           |
| Ab urbe condita      | 2524                    |
| Armensk kalender     | 1220 ԹՎ ՌՄԻ             |
| Kinesiske kalender   | 4467 – 4468 庚寅 – 辛卯 |
| Etiopisk kalender    | 1763 – 1764             |
| Jødisk kalender      | 5531 – 5532             |
| Hindukalendere       |                         |
| - Vikram Samvat      | 1826 – 1827             |
| - Shaka Samvat       | 1693 – 1694             |
| - Kali Yuga          | 4872 – 4873             |
| Iransk kalender      | 1149 – 1150             |
| Islamisk kalender    | 1185 – 1186             |

Konge i Danmark: Christian 7. 1766 – 1808; folketælling på Sjælland og Bornholm.
Se også 1771 (tal)

## Begivenheder
- 12. januar – Det danske tallotteri bliver oprettet, det ophører igen i 1851
- 8. maj - under Struensees styre udstedes en forordning om, at alle huse skal forsynes med et nummer
- 2. maj - Rusland afslutter erobringen af Krim

## Født
- 7. juli – prinsesse Louise Augusta af Danmark (død 1843).
- 15. august – Walter Scott, skotsk forfatter (død 1832).

## Dødsfald
- 12. februar – Adolf Frederik, svensk konge (født 1710).
- 30. juli – Thomas Gray, engelsk forfatter (født 1716).
- 14. oktober – Frantisek Brixi, tjekkisk komponist (født 1732).